# イ・ナヨン
イ・ナヨン（이나영、1979年2月22日 - ）は、韓国の女優。身長172cm、体重48kg。新丘大学経営学科卒業。
趣味は映画鑑賞、自転車、読書。ストレスを感じたときには難しい数学の問題を解くという解消法を持つ。
2015年5月にウォンビンと結婚し、同年12月に長男が誕生した。

## 来歴
1998年に『ジャンバンジージーンズ』の広告でモデルのキャリアを開始し、同じ年に演技デビューを果たした。
化粧品（特にLaneigeとLancôme）、電子機器、衣料品ライン、飲料、食品、電気通信、建設会社などの多様な製品を支持し、トップランクで最も高収入の商用モデルの1人となった。

## 出演作品

### 映画
- 英二（1999年）- 梅花 役
- HEAVEN（2001年）
- フー アー ユー？（2001年）
- 小さな恋のステップ （2003年）
- 英語完全征服 （2003年）
- 私たちの幸せな時間 （2006年）
- 悲夢 （2008年）
- 凍える牙 （2012年）- ウニョン役[5]
- 劇場版 SPEC〜結〜（2013年） - 韓国語を話す要人女性 役（友情出演）
- 悲しいシーン（2015年）[6]
- ビューティフルデイズ（2018年）[7]

### テレビドラマ・ネット配信ドラマ
- 魔法の城（1999年、KBS） - ホン・ユニ役
- 愛の群像（1999年、MBC） - カン・ジェヨン役
- クィーン（1999年、SBS） - スンジョン役[8]
- カイスト（1999年-2000年、SBS） - イ・ヘソン役
- 勝手にしやがれ（2002年、MBC） - チョン・ギョン役
- アイルランド（2004年、MBC） - イ・ジュンア役
- 明日に向かってハイキック（2009年-2010年、MBC） - イ・ナボン役
- 逃亡者 PLAN B（2010年、KBS） - チニ（ジニ）役
- ロマンスは別冊付録（2019年、tvN） - カン・ダニ役
- パク・ハギョンの旅行記（2023年、Wavve） - パク・ハギョン役

### 広告
| 年度      | ブランド                                | 共演                                                                           | 参考                 |
| --------- | --------------------------------------- | ------------------------------------------------------------------------------ | -------------------- |
| 1998      | 잠뱅이                                  |                                                                                |                      |
| 1999      | 700-5425                                |                                                                                |                      |
| 1999      | SPEED 011                               |                                                                                |                      |
| 1999~2005 | アモーレパシフィック                    |                                                                                |                      |
| 2000      | KT                                      |                                                                                |                      |
| 2000~2001 | VIKI                                    |                                                                                |                      |
| 2000      | マキシムコーヒーミックス                |                                                                                |                      |
| 2001      | SOFY                                    |                                                                                |                      |
| 2001~2003 | サムスン                                | アン・ソンギ、チャン・ヒョク                                                   |                      |
| 2002      | クレンシア                              | チョ・スンウ                                                                   |                      |
| 2002      | マキシムカプチーノ                      |                                                                                |                      |
| 2002      | ニュオン                                |                                                                                |                      |
| 2002      | KT電話                                  | ハン・チェヨン、キム・レウォン                                                 |                      |
| 2002      | キシリトール333                         |                                                                                |                      |
| 2004      | 紗々                                    |                                                                                |                      |
| 2004      | チョコパイ                              |                                                                                |                      |
| 2004      | あなたはゴルフ王                        | チョ・インソン                                                                 |                      |
| 2004~2006 | ナツル                                  |                                                                                |                      |
| 2004~2011 | LG電子                                  | チョン・チェウン（2005年） キム・スジョン（2009年） イ・ギグァン（2011年）     |                      |
| 2005      | ピューオレ                              |                                                                                |                      |
| 2005~2007 | WI CITY                                 |                                                                                |                      |
| 2005~2007 | 三星カード                              | チャン・ドンゴン                                                               |                      |
| 2006      | NATE                                    | チョン・ジフン                                                                 |                      |
| 2006      | マキシム1/2カロリーコーヒーミックス     |                                                                                |                      |
| 2006~2008 | マキシムコーヒーミックス                |                                                                                |                      |
| 2006~2011 | アモーレパシフィック                    |                                                                                |                      |
| 2006~2011 | マキシムアイスコーヒーミックス          | チョ・インソン（2008年） ユン・サンヒョン（2009年） パク・サンミョン（2011年） |                      |
| 2007      | ニュースーパーマリオブラザーズ          |                                                                                |                      |
| 2007      | ニンテンドッグス                        |                                                                                |                      |
| 2007~2008 | パリバケット                            |                                                                                |                      |
| 2008      | アモーレパシフィック                    | ソン・ヘギョ、ハン・ガイン、ハン・ジミン                                       |                      |
| 2008      | オリビアアローレン                      |                                                                                |                      |
| 2009      | マキシム1/2カロリーコーヒーミックス     | カン・ジファン                                                                 |                      |
| 2009~2010 | ベスチバレー                            |                                                                                |                      |
| 2010      | マキシムお盆ギフトセット                |                                                                                |                      |
| 2010~2011 | CANON                                   |                                                                                |                      |
| 2010~2014 | LG                                      |                                                                                |                      |
| 2011      | クパン                                  | キム・ヒョンジュン                                                             |                      |
| 2011      | マキシムアイスブレーキ                  |                                                                                |                      |
| 2011~2013 | ユニクロ                                |                                                                                | [ 9 ] [ 10 ] [ 11 ]  |
| 2012      | NEW SM3                                 | コン・ユ、ユ・ジテ                                                             |                      |
| 2013      | QM5                                     |                                                                                |                      |
| 2013      | リチェム                                |                                                                                |                      |
| 2012~現在 | マキシムモカゴールド                    | ソン・ジュンギ（2013年） キム・ウビン（2014年~2017年）                         |                      |
| 2013~2014 | ランコム                                |                                                                                | [ 12 ] [ 13 ] [ 14 ] |
| 2014      | MERREL                                  | キム・ウビン                                                                   | [ 15 ]               |
| 2015      | 三星カードリンク                        | ユ・へジン                                                                     |                      |
| 2015      | SOFY                                    |                                                                                |                      |
| 2015      | マキシム：Travel with Maximイ・ナヨン編 |                                                                                |                      |
|           | LANCASTER                               |                                                                                | [ 16 ]               |
| 2016~2017 | ユニクロ                                |                                                                                | [ 17 ] [ 18 ]        |
| 2016~2017 | LG                                      |                                                                                |                      |
| 2017      | マキシムアイスコーヒーミックス          |                                                                                |                      |
| 2017~現在 | LG電子                                  | キム・ヒエ（2020年）                                                           |                      |
| 2019      | グランディディエライト                  |                                                                                |                      |
| 2019~現在 | AGE 20's                                |                                                                                |                      |
| 2019~現在 | タプテン                                |                                                                                |                      |

## 雑誌
- 「Harper's BAZAAR」2012年2月号[19]
- 「1st Lool」2012年3月号[20]
- 「ELLE」2013年9月号[21]
- 「ELLE」2016年12月号[22]
- 「ELLE」2017年4月号[23]

## 賞とノミネート

### 受賞
- 2002年「MBC演技大賞 ミニシリーズ部門優秀女優賞」（『勝手にしやがれ』）
- 2004年「第12回春史大賞映画祭 主演女優賞」（『小さな恋のステップ』）
- 2004年「第25回青龍映画賞 主演女優賞」（『小さな恋のステップ』）
- 2004年「今年の女性映画の印象 演技賞」（『小さな恋のステップ』）
- 2004年「MBC演技大賞 女性人気賞」（『アイルランド』）
- 2006年「韓国広告大賞 広告主が選んだ最優秀モデル賞」
- 2007年「第1回大韓民国放送広告祭 ベストパートナー賞」
- 2007年「大韓民国大衆文化芸能賞 国務総理表彰」

### ノミネート
- 2004年「MBC演技大賞 女性最優秀演技賞」（『アイルランド』）
- 2006年「第27回青龍映画賞 主演女優賞」（『私たちの幸せな時間』）
- 2010年「KBS演技大賞 中編ドラマ部門女性最優秀演技賞」（『逃亡者 PLAN B』）